# Литовцы
Лито́вцы (ед. ч. лит. lietuvis, мн. ч. лит. lietuviai) — балтийский народ, бо́льшая часть которого проживает в Литве. Говорят на литовском языке индоевропейской языковой семьи (балтийские языки).
| Малая Литва Жемайтия Аукштайтия | Сувалкия Дзукия |

## Численность и расселение
В настоящее время литовцами себя считают около 4,2 миллиона человек (включая лиц, не владеющих литовским языком). По данным переписи населения Литвы 2021 года, литовцы составляли 84,6 % населения страны.
Крупные группы литовцев проживают в США, Канаде, Великобритании, Бразилии и некоторых республиках бывшего СССР. Незначительное автохтонное литовское население сохранилось за пределами современной Литвы на территории древнего этнического ареала: прежде всего, это Северо-запад Белоруссии (окрестности села Опса в Браславском районе Витебской области, села Гервяты в Островецком районе Гродненской области, село Пелеса в Вороновском районе Гродненской области и др.), юго-восток Латвии (более всего — между литовско-латвийской границей и рекой Даугавой) и северо-восток Польши (около села Пуньск, городов Сейны и Сувалки в Подлясском воеводстве).

### В России
в России проживает:
- по данным переписи 2002 года — 45,6 тысяч литовцев. Наибольшее количество — 13 937 человек — проживает в Калининградской области;
- по данным переписи 2010 года — 31,4 тысяч литовцев, из них 9769 человек в Калининградской области.
- по данным переписи 2020 года — 13,2 тысяч литовцев, из них 4279 человек в Калининградской области.

Регионы проживания литовцев (с численностью по переписи 2010 года):
- Калининградская область — 9769
- Москва — 1775
- Санкт-Петербург — 1294
- Красноярский край — 1277
- Иркутская область — 1046
- Республика Коми — 977
- Московская область — 962
- Карелия — 733
- Краснодарский край — 679
- Свердловская область — 540
- Ленинградская область — 535
- Ростовская область — 429
- Алтайский край — 382
- Ханты-Мансийский автономный округ — 378
- Челябинская область — 358
- Мурманская область — 354
- Кемеровская область — 346
- Омская область — 332
- Пермский край — 330
- Приморский край — 2
- Томская область — 329
- Смоленская область — 322
- Архангельская область — 287
- Тюменская область — 267
- Волгоградская область — 252
- Оренбургская область — 239
- Татарстан — 222
- Псковская область — 221
- Вологодская область — 218
- Республика Саха — 206
- Новгородская область — 145
- Белгородская область — 135
- Ямало-Ненецкий автономный округ — 133
- Сахалинская область — 114
- Магаданская область — 105
- Еврейская автономная область — 51
- Нижегородская область — 32

## Этногенез
С XI—XIII веков нашей эры два балтских этноса («литва» и «жамойть») населяли почти всю нынешнюю Среднелитовскую низменность и прилегающую часть территории Балтийской гряды. С XIII по XVI века в состав литовской народности, помимо собственно литвы, вошли часть ятвягов, всё племя носителей Культуры грунтовых могильников Жемайтской возвышенности, южные части селов, земгалов и куршей, а также какие-то части скальвов, пруссов и некоторых других балтских племён.
В работе популяционных генетиков 2004 года утверждалось, что генетические исследования (как по митохондриальной ДНК, наследуемой от матери потомками обоего пола, так и по Y-хромосоме, наследуемой исключительно по мужской линии) показали отсутствие генетических отличий между историческими этнолингвистическими территориальными группами, что, по мнению этих исследователей, говорит в пользу того, что за последнее тысячелетие полностью стёрлись те различия, которые могли существовать между балтскими племенами, которые консолидировались в литовский этнос. Также авторы исследования полагали, что сохранившиеся диалектные и этнографические отличия среди литовцев есть результат длительного феодально-крепостнического периода, который способствовал консервации региональных культурных отличий.
С другой стороны, в контексте европейских популяций литовцы занимают самостоятельное место, но исследования по наследуемой от матери потомкам обоего пола митохондриальной ДНК показывают у этих авторов примерно равное генетическое родство литовцев как славянским популяциям (поляки и русские), так и финно-угорским (эстонцы и финны), что отражает также и относительную географическую близость этих популяций, по Y-хромосоме (ДНК мужского населения) литовцы у авторов исследования оказывались ближе к финно-угорским группам (эстонцы и финны).

### Этнические группы
Среди современных литовцев выделяются две основные этнические группы литовцев — аукштайты (аукштайтийцы) и жемайты (жемайтийцы, устаревшее — жмудь), которые, в свою очередь, делятся на более мелкие этнографические группы. Из аукштайтов особо выделяются южане — дзуки (дзукийцы) и жители Занеманья — сувалкийцы (судувы), а также особо выделяются литовцы-автохтоны Малой Литвы Клайпедского края и восточной части нынешней Калининградской области — малолитовцы (летувинники).

## Культура
Один из немногих народов в Европе, среди которых встречаются сказания о Всемирном потопе.
- Клумпакоис — литовский народный танец.
- Сутартинес — литовское многоголосое пение.

## Религия
До конца XIV века большинство предков литовцев оставались язычниками, некоторая часть исповедовала православие. Литва (Аукштайтия) была крещена в католицизм в 1387 году, а Жемайтия и того позже — в 1413 году. В XVI—XVII веках по Литве прокатились волны реформации, а затем контрреформации, которые, в основном, коснулись литовской знати. В настоящее время религиозные литовцы исповедуют преимущественно католицизм. Имеется незначительное число протестантов, православных и неоязычников. Православные традиции в основном утрачены, хотя ряд имён греческого происхождения (Никодим, Поликарп и др.) были популярны до середины XX века.